# Eurokod 0
Eurokod 0 (EC 0, EN 1990): Podstawy projektowania konstrukcji – Norma Europejska, wchodzi w skład Eurokodów, zawiera zasady i wymagania dotyczące zapewnienia bezpieczeństwa, użytkowalności i trwałości konstrukcji budowlanych. Przyjęto w niej koncepcję stanów granicznych, posługująca się metodą częściowych współczynników.

Bezwzględnie stosowana łącznie z Eurokodami od EN 1991 do 1999.
Załącznik A – zawiera reguły i metody ustalania kombinacji oddziaływań na budynki 
Załącznik B – zawiera wskazówki umożliwiające zarządzanie niezawodnością obiektów budowlanych

Należy zauważyć, że „bezpieczeństwo” i „niezawodność”, w rozumieniu Eurokodów, nie są pojęciami uniwersalnymi. Wyraża się je zwykle miarami probabilistycznymi.